# Kaplica św. Otylii i św. Łucji w Wilkowie
Kaplica św. Otylii i św. Łucji w Wilkowie – zabytkowa drewniana świątynia rzymskokatolicka. Kaplica znajduje się na małopolskim Szlaku Architektury Drewnianej.
Kaplica została zbudowana w XVII wieku, kiedy to Wilków znajdował się w dobrach klasztornych zakonu benedyktynów z Tyńca. W latach 1977–1980 kaplica przeszła remont kapitalny.
Jest to drewniana świątynia orientowana, wzniesiona z drewna na podmurówce z kamieni polnych, oszalowana i przykryta stromym gontowym dachem nad którym góruje sześcioboczna wieżyczka na sygnaturkę.
We wnętrzu zwraca uwagę bogata dekoracja chóru muzycznego, z elementami snycerki chrząstkowej oraz rzeźbami puttów. Zachował się również portal o wykroju "oślego grzbietu" w przejściu prowadzącym do zakrystii. 
Ołtarz wykonany jest z drewna i pozłocony. Posiada cechy barokowe. W jego centralnej części umieszczony jest obraz przedstawiający św. Otylię i klęczącego przed nią zakonnika. Obraz ten został namalowany temperą na desce. Na wyposażeniu kościoła znajdują się również dwustronne skrzydła XVI-wiecznego tryptyku z wizerunkami świętych: św. Jana Chrzciciela, św. Doroty, św. Stanisława i św. Katarzyny oraz skrzydła niezachowanego manierystycznego ołtarza z wizerunkami św. Jana i św. Kolomana z przełomu XVI i XVII wieku. Można tu również zobaczyć dwa późnobarokowe posągi świętych.